# مارك برستون
مارك برستون (بالإنجليزية: Mark Preston)‏ هو مهندس أسترالي، ولد في 7 نوفمبر 1968 في غيلونغ في أستراليا.

## وصلات خارجية
- الموقع الرسمي